# آرون استنفورد

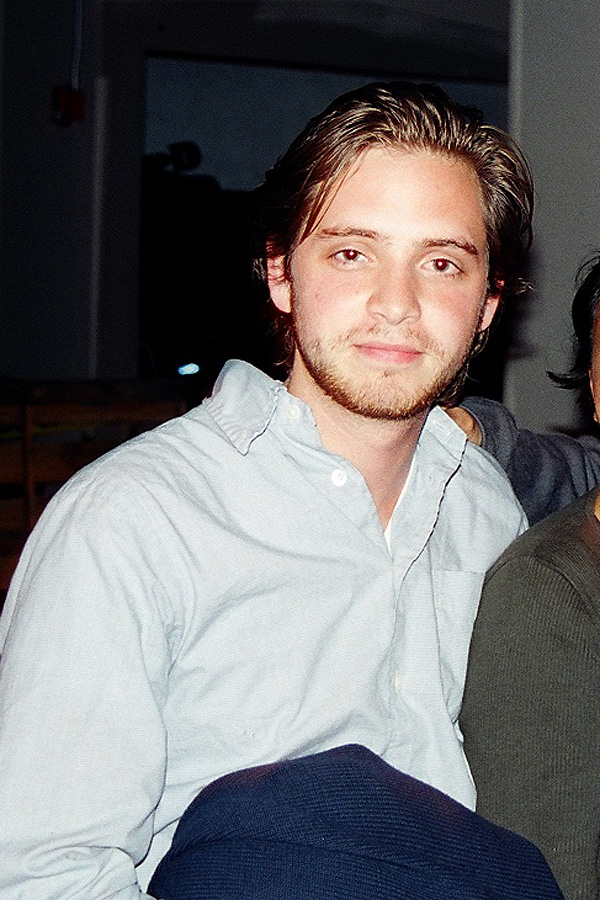
آرون استنفرد در سال ۲۰۰۲

آرون استنفرد (انگلیسی: Aaron Stanford؛ زادهٔ ۲۷ دسامبر ۱۹۷۶) هنرپیشه اهل ایالات متحده آمریکا است. وی از سال ۲۰۰۱ میلادی تاکنون مشغول فعالیت بوده‌است.

## بخشی از فیلمشناسی

### فیلم
- ۲۰۰۲ - بچه قورباغه
- ۲۰۰۲ - پایان هالیوودی
- ۲۰۰۲ - ساعت بیست و پنجم
- ۲۰۰۳ - ایکس ۲: مردان متحد
- ۲۰۰۴ - انقلاب زمستانی
- ۲۰۰۴ - ریک
- ۲۰۰۵ - بی‌حرکت ایستادن
- ۲۰۰۵ - فرار
- ۲۰۰۶ - تپه‌ها چشم دارند
- ۲۰۰۶ - مردان ایکس: آخرین ایستادگی
- ۲۰۰۷ - کیک‌خواران
- ۲۰۲۰ - دختر اسبی
- ۲۰۲۴ - ددپول و ولورین

### مجموعه تلویزیونی
- ۲۰۰۹- مد من اپیزود: «تدارکات»
- ۲۰۱۰–۱۳ - نیکیتا
- ۲۰۱۵–۱۸ - ۱۲ میمون